# Gemeindeamt Fohnsdorf

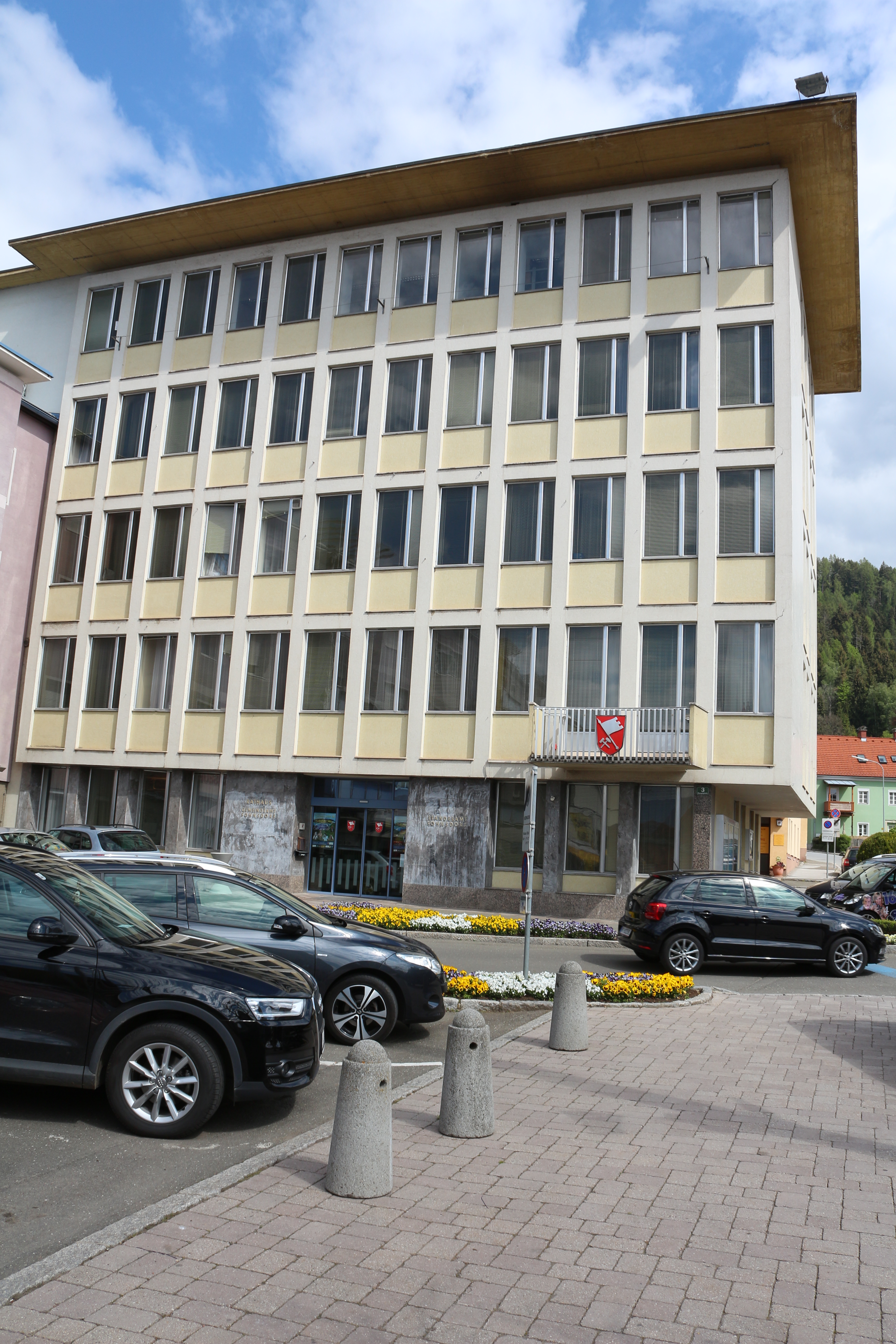
Gemeindeamt Fohnsdorf

Das Gemeindeamt Fohnsdorf ist das Gemeindeamt der Gemeinde Fohnsdorf im steirischen Bezirk Murtal. Er befindet sich im Ortszentrum am Hauptplatz, westlich der Pfarrkirche Fohnsdorf und des Pfarrhofs Fohnsdorf. Das Gemeindeamt steht unter Denkmalschutz. Im Gemeindeamt Fohnsdorf sind einige Abteilungen der Gemeinde tätig, weitere Abteilungen befinden sich in Außenstellen.
Mit dem Bau wurde im August 1955 begonnen und das Gemeindeamt am 3. Juli 1959 unter Anwesenheit des steirischen Landeshauptmannstellvertreters und Fohnsdorfer Altbürgermeisters Norbert Horvatek eröffnet. Gleichzeitig wurde der Hauptplatz neu gestaltet und neue Wohnbauten errichtet, Architekt war Kurt Keiter.